# سیدی عبدالله غیات
سیدی عبدالله غیات (به فرانسوی: Sidi Abdallah Ghiat) یک شهرک در مراکش است که در استان حوز واقع شده‌است. سیدی عبدالله غیات ۹۸۶ نفر جمعیت دارد.